# 有限公司
有限公司，在美国国税局将其翻译為有限責任公司（英語：Limited Liability Company），是一種公司的組織形態，有限公司對外所負的經濟責任，以出資者所投入的資金（資本）為限。倘若有限公司被債權人清盤，債權人不可以從股東個人財產中索償。
在某些地方，有限公司与股份有限公司不同，有限公司相对适合中小型企业，也相对适合大型企业。但是也有某些地方，不論公司大小，股份有限公司都是最常見的有限公司類型。有限公司的概念較晚出現，一些地方的法律没有關於有限公司的界定。
美国法律中的有限公司，和中国法律中称为有限责任公司的组织不同。中国法律中的有限责任公司更加接近大陆法系国家中的有限责任公司 (德语国家)。

## 世界各地

### 中华人民共和国
在中國，可以叫做有限責任公司，也可以叫做有限公司（簡易名稱），意思是相同的。《中华人民共和国公司法》規定公司名称必须有“有限公司”或者“有限责任公司”的字样。有限责任公司的经营要求比股份有限公司要低，比如财务报表不需会计审计而且财务报表不需公告。但是，建立时的出资股东不能超过50人，建立时不能用公开募股来聚集资金，股权不能随意转让，股权在市场上不流通。根据出资人类型，公司法将有限责任公司分为一人有限责任公司、国有独资公司和其他有限责任公司。

### 香港
香港的《公司條例》承襲自英國法律。有限公司（Limited company，用於公司名稱上則為 Limited，縮寫為 Ltd.）共有兩種成立方式。其中一種為股份有限公司（Company limited by shares），這種有限公司需要成員（股東）投入資金（股本）以換取公司股份，且各成員對公司的法律責任以其持有股權份數的未繳款額為限。另一種成立形式為擔保有限公司（Company limited by guarantee），這種有限公司成立時不必投入股本（且根據公司條例禁止擔保有限公司擁有股本），惟各成員須擔保於公司清盤時為公司提供一定數量的資金，且各成員對公司的法律責任只以此擔保額為限。以擔保有限公司方式成立的公司一般都是需要法人地位的非牟利組織，例如慈善組織、學校舊生會、政黨等，且成員的擔保金額通常都非常少。香港維基媒體協會亦是以擔保有限公司成立的。至於一般的牟利公司，則多成立為股份有限公司。台灣所稱之有限公司或大陸的有限責任公司（有股本但不分股份）在香港並不存在。因此，需投入股本的有限公司，無論公司規模，都是股份有限公司。

### 中華民國
中華民國《公司法》允許有限責任公司的建立。目前，營利事業單位，其組織大致可分為「非法人」資格與「法人」資格。「非法人」資格是依《商業登記法》規定，分為「獨資」及「合夥組織」兩種；「法人」資格者依《公司法》規定，分為「無限公司」、「有限公司」、「兩合公司」及「股份有限公司」等四種。
概述 ：
1. 一人以上股東所組織，就其出資額為限，對公司負其責任之公司。
2. 股東僅以其出資額對公司負責，換言之在公司成立之初，所繳交之認股款項金額，即為其最大之風險，一般人較願意加入，使公司募集資金較為容易。

### 日本
日本稱非上市公司（close corporations）為，1938年4月5日，日本公布《有限会社法》（有限会社法），確立有限会社制度。1940年，日本施行《有限会社法》。2005年7月26日，日本公布《会社法》（会社法），是將《商法》（商法）第二篇、《有限会社法》與《株式会社審計等商法之例外法》（株式会社の監査等に関する商法の特例に関する法律）整編而成。另外，韓國在朝鮮日治時期引進「株式會社（주식회사）」、「有限會社（유한회사）「合資會社（합자회사）」、「合名會社（합명회사）」等詞彙沿用至今。
2006年5月1日，日本施行《会社法》同時廢止《有限会社法》，以合同会社取代，有限会社制度走入歷史。既有有限会社仍可存續下去，稱作「特例有限会社」。

### 德國
有限責任公司（Gesellschaft mit beschränkter Haftung、GmbH）是德国的一种经济实体类型；AG（Aktiengesellschaft）則相當於股份公司。

### 俄羅斯
俄羅斯的有限公司全名為，簡稱。

## 有關
- 公司法
- 中華人民共和國公司法
- 股份有限公司